# Magya
Magya è il primo libro della serie fantasy Septimus Heap, scritta dall'autrice inglese Angie Sage.

## Trama
In una indefinita regione di Septimus Heap, entriamo in un grande Castello. La sua regina, ha una bambina, e, subito dopo averla data alla luce, un uomo, entrato furtivamente nel Castello, e, oltre ad uccidere lei, uccide anche il Mago Straordinario, Alther Mella, capo dei Maghi del Castello. Infatti in questo luogo di fantasia, la Magya è una cosa comune, e molti sono i Maghi Ordinari, cioè maghi dotati di piccoli poteri magici, a differenza del Mago Straordinario. Poco dopo il tragico evento, il Mago Ordinario Silas Heap trova un fagotto, nel quale è avvolta una bimba neonata. Nel Castello, Silas Heap, troverà Marcia Ovestrand, apprendista di Alther e nuovo Mago Straordinario, dopo la morte di quest'ultimo, la quale gli dirà di prendersi cura della piccola. Tornato a casa scopre che il suo settimo figlio è morto dopo la nascita quindi, lui e sua moglie, Sarah Heap, decidono di adottare la bambina, avendo compreso che in realtà è la principessa del regno. 
Dieci anni dopo la morte della regina, l'assassino è diventato il Custode, ha preso il potere, si è insediato nel Castello, ha reso illegale la Magya, ha creato un esercito di giovani, in realtà un gruppo di orfani arruolati come in un esercito. La principessa è cresciuta con gli Heap, ed è stata chiamata Jenna. Nessuno ha scoperto la sua vera identità, finché non se ne accorge una spia del Custode. Allora il Custode invia un assassino ad ucciderla. Tuttavia il fantasma di Alther  avverte la famiglia Heap: dopo aver spiegato a Jenna chi è veramente Sarah, fugge nella foresta con i primi cinque figli  mentre Jenna, Silas e il sestogenito Nicko, si recano di nascosto alla Torre dei Maghi, sede del Mago Straordinario. Giunti qui, trovano Marcia nel cortile della Torre, mentre sta aiutanto un membro dell'esercito giovane, il Ragazzo 412, a rischio decesso causa assideramento. All'arrivo del sicario i cinque fuggono per lo scivolo dei rifiuti, poi sottraggono una barca e fuggono verso il cottage del Custode, la cui padrona è la zia di Silas, la strega Zelda. Seguendo un corso d'acqua noto come il Fiume, e tallonati dal sicario, riescono a sviarlo con la Magya di Marcia riuscendo a raggiungere il cottage. Qui conoscono Zelda, un amabile strega che darà ai cinque ospiti una dimora sicura, lontana dai pericoli del Castello. Pochi giorni dopo giunge il Grande Gelo, che costringe tutti a rimanere qualche mese al cottage. Nel frattempo, al Castello, il Custode ha richiamato Domdaniel, Mago Oscuro e Negromante e il suo apprendista, un settimo figlio di un settimo figlio, e per questo motivo dovrebbe essere dotato di grandi poteri magici, ma che in realtà non mostra. Il Negromante e l'apprendista decidono di partire quindi verso il cottage, appena lo permetterà il tempo.
Nel cottage intanto, Nicko e Jenna si divertono esplorando i luoghi vicini,  e pattinando, o parlando con la loro prozia. Ragazzo 412 invece rimane sempre in silenzio. Inizialmente non era contento di avere a che fare con dei maghi, ma poi ha compreso che l'esercito giovane era molto peggio. Ha confidenza soprattutto con Jenna, anche lei non in possesso della Magya . Un giorno Jenna convince 412 a uscire dal cottage, ma a causa della nebbia si perde e cade in una buca. Qui trova un anello magico che si illumina: con esso trova una specie di tunnel che porta dritto a un armadio di Zelda. Ma 412 decide di non raccontare nulla dell'accaduto. 
Il Ragazzo 412 intanto familiarizza anche con Marcia, la quale gli riferisce che lui potrebbe diventare suo apprendista. Verso la fine dell'inverno giunge al Cottage un ratto messaggero di nome Stanley, in grado di parlare grazie ad un incantesimo di Marcia. Il roditore riferisce quindi un messaggio di Sarah: "Simon, il primogenito di Silas non è più con il resto della famiglia nella foresta". Così Silas parte alla ricerca di Simon, il quale è in realtà prigioniero al Castello e, per estorcere qualcosa su Jenna, viene interrogato dal Custode. Alla fine Simon rivelerà al Custode l'ubicazione di sua sorella, nel momento in cui  il Custode gli promette di addestrarlo per farlo diventare Mago Straordinario. Al cottage invece giunge il Cacciatore, il sicario che aveva perso le tracce di Jenna prima dell'inverno. Al suo arrivo sia Marcia, che si è recata fino al castello, che Zelda non sono in casa, e per poco non cattura i tre ragazzi: solo un incantesimo di Zelda lo fermerà. 
Ormai l'inverno è finito e Domdaniel ed il suo apprendista partono verso le melme di Marram; tuttavia vengono intercettati da Marcia, anche se lei verrà sconfitta e imprigionata nella nave di Domdaniel. Il Ragazzo 412, Nicko e Jenna, scopriranno la situazione di Marcia da Alther, per cui decidono di salvarla. Zelda li porta nei sotterranei del Cottage, dove scoprono la presenza di una nave-drago che apparteneva al primo Mago Straordinario. Una volta saliti, il Ragazzo 412 diventa padrone della nave, poiché in possesso dell'anello del drago. Manovra quindi la nave come può e poi ritorna al sotterraneo. Quando arriva la nave di Domdaniel, i tre partono verso di essa riuscendo a liberare Marcia, che all'ultimo momento sottrae alla setta, l'amuleto di Akhuntaten, simbolo dello Straordinario dal Negromante che affonderà con la sua nave.
Silas giunge al cottage con Simon, Sarah e gli altri heap, il Ragazzo 412 accetta la proposta di Marcia di diventare suo apprendista. Marcia, in cambio dei sette anni di apprendistato del Ragazzo 412, svela le sue origini. Si scoprirà quindi che il Ragazzo 412 è in realtà Septimus Heap, 7° figlio creduto morto di Silas e Sarah dieci anni prima.

## Personaggi
- Septimus Heap: 7° figlio di un 7° figlio dotato perciò, almeno in linea teorica, di eccezionali poteri Magyci.
- Jenna Heap: figlia della defunta regina cresciuta con la famiglia dei Maghi Heap. È molto altruista e gentile.
- Niko Heap: fratello maggiore di Jenna e Septimus. Ha la passione per le barche, perciò non si interessa molto alla Magya.
- Marcia Ovestrand: Mago Straordinario ed ex apprendista di Alther Mella. Non sopporta Zelda e le streghe; ha una grande passione per le scarpe di pitone.
- Zelda Zanuba Heap: Strega direttrice del Cottage del Custode. Possiede un carattere dolce e amabile, ma anche piuttosto permaloso.
- Stanley: Ratto messaggero logorroico, ma anche efficiente e preciso. Per consegnare il messaggio a Silas Heap, ha sofferto molte disavventure nelle paludi e da quel momento in poi le ha odiate.

## Seguito
Il seguito del romanzo è, Volo, ambientato un anno e mezzo dopo gli avvenimenti di Magya e secondo dei sette libri della serie.

## Edizioni
- Angie Sage, Magya Septimus Heap Libro primo Salani editore